# Nicolas Silberg
Nicolas Silberg, nom de scène de Gérard Fruneau, né le 2 janvier 1944 à Montfaucon, est un acteur français, sociétaire honoraire de la Comédie-Française. Il est également  artiste peintre sous son vrai nom.

## Biographie

### Jeunnesse & débuts
Gérard Fruneau est né le 2 janvier 1944 à Montfaucon.

### Parcours
Fils d'entrepreneur, Gérard Fruneau grandit à Nantes dans une famille dont la rigidité lui devient vite pesante. « À dix ans, je n'avais qu'une envie : me barrer. ». Il fait ses études secondaires à l'institution Saint-Michel des Perrais dans la Sarthe. Plus qu'une passion pour la comédie, c'est un besoin de liberté et la volonté d'échapper à cet « univers bourgeois catholique nantais » qui lui fait envisager une carrière d'acteur,.
Il entame son apprentissage au conservatoire de Nantes (1964-1967) avant de monter à Paris poursuivre sa formation au cours Raymond Girard puis au Conservatoire national supérieur d'art dramatique (1967-1970) dans les classes de René Simon, Robert Manuel et Louis Seigner. Il y obtient les seconds prix de tragédie et de comédie moderne ainsi qu'un premier accessit de comédie classique. Il entre à la Comédie-Française le 1er septembre 1970 ou il mène une longue et brillante carrière. Il  en devient le 459e sociétaire en 1976. Bien que sa prestance et sa voix de basse le vouent plus naturellement à la tragédie, Nicolas Silberg aime aussi s'essayer à la comédie et joue avec le même bonheur Corneille, Racine, Goldoni ou Feydeau.

### Carrière
C'est à la télévision qu'il se fait connaître du grand public grâce à sa collaboration avec Yannick Andréi qui le dirige dans cinq mini-séries. En 1971, il est, avec Karin Petersen et François Maistre, un des protagonistes du feuilleton La Dame de Monsoreau qui réunit vingt millions de spectateurs et lance véritablement sa carrière. En 1974, il joue dans La Juive du Château Trompette aux côtés d'Odile Versois et de Michel Creton. En 1977, il retrouve un rôle principal et une audience internationale avec son interprétation du  héros de Dumas revisité par Roger Nimier dans D'Artagnan amoureux. Nicolas Silberg côtoie au générique Angelo Bardi, Marie-Georges Pascal, Pascale Roberts et Jean Parédès ainsi que son ami comédien Yves Garnier. En 1981, il incarne le célèbre bandit Cartouche qui vient hanter un paisible petit bourgeois interprété par Jean Carmet dans La Double Vie de Théophraste Longuet d'après Gaston Leroux. Enfin, en 1984, il retrouve son réalisateur de prédilection dans La Chambre des dames, nouveau feuilleton de prestige et nouveau succès.
Sa carrière au cinéma est plus modeste. Il tourne sous la direction Paul Vecchiali dans Corps à cœur (1979), En haut des marches (1983), Encore (1988) et Humeurs et rumeurs (2008). Il a pour partenaires quelques figures familières du réalisateur comme Hélène Surgère ou Myriam Mézières, mais aussi Danièle Darrieux et Micheline Presle. En 1984, il tient le rôle-titre du Mesrine d'André Génovès.
Passionné depuis toujours par la peinture, il doit longtemps se contenter de collectionner les œuvres des autres, sa profession ne lui laissant guère de temps à consacrer à une production personnelle.
À 57 ans, lassé par un métier dans lequel on ne peut pas « choisir ses rôles, ses partenaires, les costumes, les horaires de répétition, l'idéologie... », il quitte la Comédie-Française pour aborder une nouvelle carrière. En 2008, c'est en tant que peintre qu'il revient au Théâtre du Vieux-Colombier pour exposer ses œuvres. Libéré des contraintes matérielles, il peut être d'une grande exigence dans son travail ; « Ni représentation du réel ; ni titres réducteurs... que des formes, des couleurs, des harmonies, des respirations, des silences ». Il signe de son véritable nom ses tableaux abstraits réalisés à la gouache. Soucieux de partager son travail, il expose au Mans, au musée Bernard-Boesch de La Baule-Escoublac ou encore à Mesquer où, enfant, il venait passer les vacances dans la propriété familiale. En 2011, il réalise un de ses rêves en prenant possession de son atelier installé sur le port de Saint-Nazaire,.

## Théâtre

### Comédie-Française
- Entrée à la Comédie-Française le 1er septembre 1970
- Sociétaire le 1er janvier 1976
- Sociétaire honoraire en 2003
- 459e sociétaire
- 1970 : Dom Juan de Molière, m. e. s. Antoine Bourseiller
- 1970 : Le Songe d'August Strindberg, m. e. s. Raymond Rouleau : le choriste
- 1971 : Becket ou l'Honneur de Dieu de Jean Anouilh, m. e. s. Jean Anouilh et Roland Piétri : le comte d'Arundel
- 1971 : Un imbécile de Luigi Pirandello, m. e. s. François Chaumette : le 5e rédacteur
- 1971 : La Volupté de l'honneur de Luigi Pirandello, m. e. s. François Chaumette : un domestique
- 1971 : Horace de Corneille, m. e. s. Jean-Pierre Miquel : Flavian
- 1971 : La Descente sur Recife de Gabriel Cousin, m. e. s. Jacques Destoop : Ze-Luis
- 1972 : Richard III de William Shakespeare, m. e. s. Terry Hands, Festival d'Avignon : Ratcliffe
- 1972 : Antigone de Bertolt Brecht, m. e. s. Jean-Pierre Miquel, Comédie-Française au Théâtre de l'Odéon : Hémon
- 1973 : La Soif et la faim d'Eugène Ionesco, m. e. s. Jean-Marie Serreau, Comédie-Française au Théâtre de l'Odéon
- 1973 : Dom Juan de Molière, m. e. s. Antoine Bourseiller
- 1973 : Athalie de Racine, m. e. s. Maurice Escande : Azarias
- 1974 : Andromaque Actes I et II de Racine, m. e. s. Jean-Paul Roussillon, Comédie-Française au Petit Odéon
- 1974 : Polyeucte de Corneille, m. e. s. Michel Bernardy, Comédie-Française au Théâtre des Champs-Élysées : Fabian
- 1974 : Ondine de Jean Giraudoux, m. e. s. Raymond Rouleau : Bertram
- 1974 : L'Impromptu de Marigny de Jean Poiret, m. e. s. Jacques Charon, Comédie-Française au Théâtre Marigny : Coindreau
- 1974 : Iphigénie en Aulide de Racine, m. e. s. Jacques Destoop
- 1974 : Hernani de Victor Hugo, m. e. s. Robert Hossein : Don Carlos
- 1975 : Horace de Corneille, m. e. s. Jean-Pierre Miquel
- 1975 : L'Idiot de Fiodor Dostoïevski, m. e. s. Michel Vitold, Comédie-Française au Théâtre Marigny : Rogojine
- 1976 : Hommage à Jean Cocteau, conception André Fraigneau
- 1976 : Maître Puntila et son valet Matti de Bertolt Brecht, m. e. s. Guy Rétoré, Comédie-Française au Théâtre Marigny : Surkalla le rouge
- 1976 : Hommage à Georges Bernanos, conception Michel Dard
- 1976 : Le Verre d'eau ou Les Effets et les causes d'Eugène Scribe, m. e. s. Raymond Rouleau : Masham
- 1976 : Iphigénie en Aulide de Racine, m. e. s. Jacques Destoop : Achille
- 1977 : Le Cid de Corneille, m. e. s. Terry Hands : Don Sanche
- 1977 : Lorenzaccio de Alfred de Musset, m. e. s. Franco Zeffirelli : Pierre Strozzi
- 1979 : Bérénice de Racine, m. e. s. Jean-François Rémi : Titus (36 fois de 1979 à 1980)
- 1980 : Simul et singulis, Soirée littéraire consacrée au Tricentenaire de la Comédie-Française, m. e. s. Jacques Destoop
- 1981 : La locandiera de Carlo Goldoni, m. e. s. Jacques Lassalle : le comte d'Albafiorita
- 1981 : La Dame de chez Maxim de Georges Feydeau, m. e. s. Jean-Paul Roussillon : Guérissac / un balayeur
- 1983 : Triptyque de Max Frisch, m. e. s. Roger Blin, Comédie-Française au Théâtre national de l'Odéon : le pompiste
- 1985 : La Parisienne de Henry Becque, m. e. s. Paul Vecchiali : Du Mesnil
- 1987 : Esther de Racine, m. e. s. Françoise Seigner, Comédie-Française au Théâtre de l'Odéon, Théâtre de la Porte-Saint-Martin : Hydaspe
- 1988 : Le Legs de Marivaux, m. e. s. Jacques Rosny, Comédie-Française au Théâtre de l'Odéon : le chevalier
- 1989 : Britannicus de Racine, m. e. s. Jean-Luc Boutté : Narcisse
- 1989 : Le Misanthrope de Molière, m. e. s. Simon Eine : Philinte
- 1991 : Le Malade imaginaire de Molière, m. e. s. Gildas Bourdet : Béralde
- 1992 : Caligula d'Albert Camus, m. e. s. Youssef Chahine, Salle Richelieu : Hélicon
- 1992 : La serva amorosa de Carlo Goldoni, m. e. s. Jacques Lassalle : Pantalon
- 1993 : Le Faiseur d'Honoré de Balzac, m. e. s. Jean-Paul Roussillon, Salle Richelieu : Goulard
- 1993 : Le Prix Martin d'Eugène Labiche et Émile Augier, m. e. s. Jiří Menzel : Ferdinand Martin
- 1993 : Le Canard sauvage d'Henrik Ibsen, m. e. s. Alain Françon : le négociant Werle
- 1994 : Hamlet de William Shakespeare, m. e. s. Georges Lavaudant : le premier fossoyeur
- 1995 : Mille francs de récompense de Victor Hugo, m. e. s. Jean-Paul Roussillon
- 1995 : Occupe-toi d'Amélie de Georges Feydeau, m. e. s. Roger Planchon, Salle Richelieu : le prince de Palestrie
- 1998 : La Cerisaie d'Anton Tchekhov, m. e. s. Alain Françon : Simeonov-Pichtchik
- 2001 : Le mal court de Jacques Audiberti, m. e. s. Andrzej Seweryn : le cardinal

## Filmographie partielle

### Cinéma
- 4 juillet 1979 : Corps à cœur, de Paul Vecchiali : Pierre
- 25 avril 1979 : Les Belles Manières, de Jean-Claude Guiguet : l'amant d'Hélène
- 12 octobre 1983 : En haut des marches, de Paul Vecchiali : le commissaire
- 29 février 1984 : Mesrine, d'André Génovès : Jacques Mesrine
- 1984 : La Septième Cible, de Claude Pinoteau : le policier aux diapositives
- 1985 : Notre mariage de Valeria Sarmiento : Lorenzo
- 1986 : Gardien de la nuit, de Jean-Pierre Limosin : Vaillant
- 1988 : L'Autre Nuit de Jean-Pierre Limosin : le garagiste
- 1989 : Rouget le braconnier de Gilles Cousin : Le Potard
- 1991 : Mayrig, d'Henri Verneuil : l'avocat
- 1995 : Jefferson à Paris (Jefferson in Paris), de James Ivory : Monsieur Petit
- 1998 : Un grand cri d'amour, de Josiane Balasko : le médecin des assurances
- 2001 : Un ange, de Miguel Courtois : François Deruelle
- 2001 : Mystery Troll, de Miguel Courtois : Monsieur Leterrier
- 2002 : La Maîtresse en maillot de bain, de Lyèce Boukhitine : Le boss
- 2003 : Vert paradis, d'Emmanuel Bourdieu : Henri Larrieu
- 2004 : À vot' bon cœur, de Paul Vecchiali : un journaliste
- 2005 : L'Ex-femme de ma vie, de Josiane Balasko : Bourdin, l'éditeur
- 2007 : Contre-enquête, de Franck Mancuso : Maître Beckers
- 2008 : Humeurs et Rumeurs, de Paul Vecchiali :

### Télévision
- 1969 : L'Officier recruteur de Jacques Pierre
- 1971 : La Dame de Monsoreau, mini-série de Yannick Andréi : Louis de Bussy d'Amboise
- 1971 : Les Enquêtes du commissaire Maigret, de Marcel Cravenne, épisode Maigret aux assises : l'avocat Maître Duché
- 1973 : Le Drakkar, téléfilm de Jacques Pierre
- 1974 : Ondine, de Jean Giraudoux, mise en scène Raymond Rouleau, Comédie-Française
- 1974 : La Juive du Château Trompette, mini-série de Yannick Andréi : Raoul de Blossac
- 1977 : D'Artagnan amoureux, mini-série de Yannick Andréi : D'Artagnan
- 1978 : Les Amours sous la Révolution, épisode : André Chénier et la jeune captive de Jean-Paul Carrère : André Chénier
- 1978 : Les Grandes Conjurations, épisode : Le Connétable de Bourbon de Jean-Pierre Decourt
- 1981 : La Double Vie de Théophraste Longuet, mini-série de Yannick Andréi : Cartouche
- 1983 : La Chambre des dames, mini-série de Yannick Andréi : Côme Perrin
- 1985 : Les Colonnes du ciel, de Gabriel Axel
- 1986 : L'Affaire Marie Besnard, de Frédéric Pottecher
- 1987 : Les Jurés de l'ombre, mini-série de Paul Vecchiali :  Paul Aronfeld (épisode 1.1)
- 1989 : Jeanne d'Arc, le pouvoir de l'innocence, de Pierre Badel : La Trémoille
- 2005 : Nature contre nature, téléfilm de Lucas Belvaux : Bertrand Laplace
- 2005 : Engrenages: Saison 1: épisode 2, série créée par Alexandra Clert et Guy-Patrick Sainderichin : Rober Villetier
- 2006 : La Reine Sylvie, téléfilm de Renaud Bertrand : Louis Fortier
- 2008 : Vérités assassines, d'Arnaud Sélignac : M. Leguerche
- 2008 : L'Affaire Bruay-en-Artois, de Charlotte Brandström : Maître Georges Vial
- 2014 : La Forêt, téléfilm d'Arnaud Desplechin : Vosmibratov
- 2014 : Dommages collatéraux, de Michel Favart
- 2014 : Vaugand, La neuvième marche, de  Charlotte Brändström

## Doublage

### Cinéma

#### Films d'animation
- 1985 : Astérix et la Surprise de César : le présentateur des cadeaux
- 1986 : Astérix chez les Bretons : le général Motus alias Caius Faipalgugus